# Ken Wharton
Ken Wharton (n. 21 martie 1916 – d. 12 ianuarie 1957) a fost un pilot englez de Formula 1 care a evoluat în Campionatul Mondial între anii 1952 și 1955.